# Пакс
Пакс (лат. Pax — мир) — у римській міфології персоніфікація миру; ототожнена з грецькою богинею миру Ейреною.
За часів Авґуста була покровителькою Pax Romana. На Марсовому полі їй було споруджено Вівтар миру який був освячений у її день — 30 січня 9 року до н. е. Веспасіаном пізніше збудовано ще один Храм Миру — (Templum Pacis) на Форумі Миру (Forum Pacis).